# Bernardo Cuesta
Bernardo Nicolás Cuesta Veratrini (Álvarez, Argentina, 20 de diciembre de 1988) es un futbolista argentino, nacionalizado peruano. Juega como delantero y su equipo actual es Foot Ball Club Melgar de la Liga 1 de Perú, donde es capitán y uno de los mayores ídolos. Es el segundo máximo goleador y el futbolista con más partidos disputados en la historia del club. Además, anotaría el gol con el que el equipo se consagraría campeón nacional en el año de su centenario.
A nivel individual, logró ser el máximo goleador de la Copa Sudamericana 2022 con ocho anotaciones, edición donde también integró el once ideal del torneo, además de haber alcanzando las semifinales junto a Melgar. En dicha competencia es el cuarto máximo goleador de su historia con quince goles en veinticinco partidos disputados. En el fútbol peruano, logró ser el máximo goleador de la Liga 1 2019, mientras que se ubica en la octava posición de los máximos goleadores de la Primera División del Perú con ciento cincuenta y siete anotaciones, siendo el segundo máximo goleador extranjero, ubicándose únicamente por detrás del también argentino, Sergio Ibarra.

## Trayectoria

### Inicios
Realizó las divisiones inferiores en el Club Atlético Unión y Sociedad Italiana de Álvarez. Luego pasó al Club Atlético Tiro Federal de Rosario, donde hizo su debut.

### FBC Melgar
Fue presentado en FBC Melgar como refuerzo para la segunda parte del campeonato peruano. Aquel semestre anotó 7 goles en 11 partidos ya haciéndose notar como goleador. Bajo el mando del argentino Julio Zamora logró clasificar a la Copa Sudamericana 2013.
Jugó 40 partidos en el campeonato anotando 14 veces siendo a la vez el máximo goleador del club ese año.
En la Sudamericana se enfrentaron a Deportivo Pasto pero no logró anotar.
El año empezó con el Torneo del Inca donde jugó todos los partidos y apenas marcó un gol.
En el Descentralizado mejoró su cuota goleadora anotando 17 goles en 28 partidos.
Volvió a ser el goleador del equipo ese año.

### The Strongest
Tuvo un breve paso por el fútbol boliviano en The Strongest, club por el cual firmó por un año. Logró anotar tres goles, incluyendo un doblete al Sport Boys, por la Libertadores no logró anotar.

### FBC Melgar (2.ª etapa)
Retornó al elenco arequipeño del FBC Melgar en la segunda mitad de ese año. Anotó 2 goles de cabeza en la victoria 4-0 ante el Junior de Barranquilla por la Copa Sudamericana. Aunque serían eliminados, ya que en el partido de ida fueron derrotados 5 a 0. Además llevó al club a ser campeón en el año de su centenario gracias a su gol en la final ante Sporting Cristal, además de marcar un triplete en el partido de vuelta de las semifinales ante Real Garcilaso.
Logró anotar veintiún goles en el campeonato local, uno de ellos en la semifinal contra Universitario en el Estadio Nacional y otro en la ida de la final contra Sporting Cristal. Por Copa Libertadores anotó solamente un gol que fue en la derrota 1-2 ante Colo-Colo. Por tercera vez fue el mayor anotador del club en un año.
Finalmente, el 13 de diciembre se anunciaba un precontrato entre el Junior
de Colombia y Bernardo justo 5 días antes de jugar el partido de vuelta frente a Sporting Cristal aunque llegó a jugar el partido de vuelta en el Estadio Nacional que terminaría sin goles y así finalizando su segundo ciclo con el cuadro arequipeño.

### Junior de Barranquilla
Con Junior disputó veintiún partidos entre el Apertura y la Copa Colombia, anotando únicamente cuatro goles.
Además de jugar los dos partidos por Copa Libertadores, entrando como suplente en ambos ante Atlético Tucumán sin poder marcar.

### Club Deportivo Huachipato
El 1 de septiembre, después de rumores sobre un posible fichaje por Sporting Cristal o Alianza Lima, se incorpora al Huachipato de Chile, siendo esta su cuarta experiencia en el extranjero.
Con los negriazules disputó 10 encuentros sin oportunidad de meter gol.

### FBC Melgar (3.ª etapa)
El 3 de enero de 2018 se confirma su vuelta al Melgar.
Por Copa Libertadores debutaron en la segunda ronda ante Santiago Wanderers anotando él un gol en el partido de ida en Chile de vaselina a Mauricio Viana. Con Melgar se convirtió en el máximo goleador extranjero en la historia del club.
El 2019 se convierte en el goleador del Torneo Apertura. Finalmente a fines de 2019 es confirmado como nuevo jugador del Buriram United de Tailandia.

### Buriram United
Fichó por dos temporadas por el cuadro tailandés. Después de algunos partidos amistosos jugados a fines de 2019 y comienzos de 2020, hace su debut oficial ante Ho Chi Minh City de Vietnam por la segunda ronda preliminar de la Liga de Campeones de Asia, anotando el primer gol del partido, que culminaría 2 a 1 a favor de los tailandeses. En la siguiente ronda fueron eliminados ante Shanghái SIPG de China por 3 goles a 0, jugando Cuesta los 90 minutos. Posteriormente, jugó cuatro partidos, sin anotar, pero dando una asistencia, hasta la suspensión del campeonato local a causa de la pandemia por coronavirus en Tailandia. A mediados de año, rescindió contrato.

### Puebla
Después de muchos rumores de la prensa peruana acerca del futuro de Cuesta, quienes lo acercaban a Alianza Lima, ficha por el Puebla de México, por recomendación de Juan Reynoso, quien lo dirigió en Melgar, a su vez, reencontrándose con Omar Fernández, con quien jugó en Melgar entre 2014 y 2016. Disputó 12 partidos con la 'franja', solo 3 de ellos como titular, anotando un solo gol, en la derrota por 2 a 3 ante América.

### FBC Melgar (4.ª etapa)
Tras rescindir contrato con Puebla al no ser tan considerado en cuenta, fue confirmado el 31 de diciembre de 2020 su regreso al Melgar, con el fin de repotenciar al equipo arequipeño en su participación en la Liga 1 y en la Copa Sudamericana.

## Clubes
| Club           | País      | Año               |
| -------------- | --------- | ----------------- |
| Tiro Federal   | Argentina | 2008 - 2012       |
| FBC Melgar     | Perú      | 2012 - 2014       |
| The Strongest  | Bolivia   | 2015              |
| FBC Melgar     | Perú      | 2015 - 2016       |
| Junior FC      | Colombia  | 2017              |
| Huachipato     | Chile     | 2017              |
| FBC Melgar     | Perú      | 2018 - 2019       |
| Buriram United | Tailandia | 2020              |
| Puebla         | México    | 2020              |
| FBC Melgar     | Perú      | 2021 - Actualidad |

## Estadísticas

### Clubes
Datos actualizados al último partido jugado el 23 de septiembre de 2024.
| Club                     | Div.                | Temporada           | Liga  | Liga  | Liga    | Copas Nacionales* | Copas Nacionales* | Copas Nacionales* | Copas Internacionales** | Copas Internacionales** | Copas Internacionales** | Total | Total | Total   | Media goleadora |
| Club                     | Div.                | Temporada           | Part. | Goles | Asist.. | Part.             | Goles             | Asist..           | Part.                   | Goles                   | Asist..                 | Part. | Goles | Asist.. | Media goleadora |
| ------------------------ | ------------------- | ------------------- | ----- | ----- | ------- | ----------------- | ----------------- | ----------------- | ----------------------- | ----------------------- | ----------------------- | ----- | ----- | ------- | --------------- |
| Tiro Federal Argentina   | 2.ª                 | 2008-09             | 2     | 0     | 0       | —                 | —                 | —                 | —                       | —                       | —                       | 2     | 0     | 0       | 0.00            |
| Tiro Federal Argentina   | 2.ª                 | 2009-10             | 3     | 0     | 0       | —                 | —                 | —                 | —                       | —                       | —                       | 3     | 0     | 0       | 0.00            |
| Tiro Federal Argentina   | 2.ª                 | 2010-11             | 23    | 3     | 1       | —                 | —                 | —                 | —                       | —                       | —                       | 23    | 3     | 1       | 0.13            |
| Tiro Federal Argentina   | 3.ª                 | 2011-12             | 28    | 4     | 0       | 1                 | 1                 | 0                 | —                       | —                       | —                       | 29    | 5     | 0       | 0.17            |
| Tiro Federal Argentina   | Total club          | Total club          | 56    | 7     | 1       | 1                 | 1                 | 0                 | 0                       | 0                       | 0                       | 57    | 8     | 1       | 0.14            |
| F. B. C. Melgar · Perú   | 1.ª                 | 2012                | 11    | 7     | 3       | —                 | —                 | —                 | —                       | —                       | —                       | 11    | 7     | 3       | 0.64            |
| F. B. C. Melgar · Perú   | 1.ª                 | 2013                | 41    | 13    | 4       | —                 | —                 | —                 | 2                       | 0                       | 0                       | 43    | 13    | 4       | 0.30            |
| F. B. C. Melgar · Perú   | 1.ª                 | 2014                | 28    | 17    | 8       | 14                | 1                 | 2                 | —                       | —                       | —                       | 42    | 18    | 10      | 0.43            |
| F. B. C. Melgar · Perú   | 1.ª                 | 2015                | 22    | 12    | 4       | —                 | —                 | —                 | 1                       | 2                       | 1                       | 23    | 14    | 5       | 0.61            |
| F. B. C. Melgar · Perú   | 1.ª                 | 2016                | 44    | 21    | 9       | —                 | —                 | —                 | 6                       | 1                       | 0                       | 50    | 22    | 9       | 0.44            |
| F. B. C. Melgar · Perú   | 1.ª                 | 2018                | 32    | 13    | 3       | —                 | —                 | —                 | 2                       | 1                       | 0                       | 34    | 14    | 3       | 0.41            |
| F. B. C. Melgar · Perú   | 1.ª                 | 2019                | 28    | 27    | 3       | 4                 | 2                 | 2                 | 12                      | 2                       | 0                       | 44    | 31    | 5       | 0.70            |
| F. B. C. Melgar · Perú   | 1.ª                 | 2021                | 19    | 9     | 5       | 1                 | 1                 | 0                 | 7                       | 5                       | 1                       | 27    | 15    | 6       | 0.56            |
| F. B. C. Melgar · Perú   | 1.ª                 | 2022                | 35    | 14    | 6       | —                 | —                 | —                 | 13                      | 8                       | 2                       | 48    | 22    | 8       | 0.46            |
| F. B. C. Melgar · Perú   | 1.ª                 | 2023                | 30    | 17    | 2       | —                 | —                 | —                 | 6                       | 3                       | 1                       | 36    | 20    | 3       | 0.56            |
| F. B. C. Melgar · Perú   | 1.ª                 | 2024                | 27    | 15    | 3       | —                 | —                 | —                 | 2                       | 0                       | 0                       | 29    | 15    | 3       | 0.52            |
| F. B. C. Melgar · Perú   | 1.ª                 | 2025                | 0     | 0     | 0       | 0                 | 0                 | 0                 | 0                       | 0                       | 0                       | 0     | 0     | 0       | 0               |
| F. B. C. Melgar · Perú   | Total club          | Total club          | 317   | 165   | 50      | 19                | 4                 | 4                 | 51                      | 22                      | 5                       | 387   | 191   | 59      | 0.49            |
| The Strongest · Bolivia  | 1.ª                 | 2014-15             | 13    | 3     | 2       | —                 | —                 | —                 | 4                       | 0                       | 1                       | 17    | 3     | 3       | 0.18            |
| The Strongest · Bolivia  | Total club          | Total club          | 13    | 3     | 2       | 0                 | 0                 | 0                 | 4                       | 0                       | 1                       | 17    | 3     | 3       | 0.18            |
| Junior · Colombia        | 1.ª                 | 2017                | 13    | 1     | 1       | 8                 | 3                 | 0                 | 2                       | 0                       | 0                       | 23    | 4     | 1       | 0.17            |
| Junior · Colombia        | Total club          | Total club          | 13    | 1     | 1       | 8                 | 3                 | 0                 | 2                       | 0                       | 0                       | 23    | 4     | 1       | 0.17            |
| Huachipato · Chile       | 1.ª                 | 2017                | 6     | 0     | 0       | 4                 | 0                 | 0                 | —                       | —                       | —                       | 10    | 0     | 0       | 0.00            |
| Huachipato · Chile       | Total club          | Total club          | 6     | 0     | 0       | 4                 | 0                 | 0                 | 0                       | 0                       | 0                       | 10    | 0     | 0       | 0.00            |
| Buriram United Tailandia | 1.ª                 | 2020-21             | 4     | 0     | 1       | —                 | —                 | —                 | 2                       | 1                       | 0                       | 6     | 1     | 1       | 0.17            |
| Buriram United Tailandia | Total club          | Total club          | 4     | 0     | 1       | 0                 | 0                 | 0                 | 2                       | 1                       | 0                       | 6     | 1     | 1       | 0.17            |
| Club Puebla · México     | 1.ª                 | 2020                | 12    | 1     | 0       | —                 | —                 | —                 | —                       | —                       | —                       | 12    | 1     | 0       | 0.08            |
| Club Puebla · México     | Total club          | Total club          | 12    | 1     | 0       | 0                 | 0                 | 0                 | 0                       | 0                       | 0                       | 12    | 1     | 0       | 0.08            |
| Total en su carrera      | Total en su carrera | Total en su carrera | 421   | 177   | 55      | 32                | 8                 | 4                 | 59                      | 23                      | 6                       | 512   | 208   | 65      | 0.41            |

- (*) Copa Argentina (2011-12), Torneo del Inca (2014), Copa Colombia (2017), Copa Chile (2017), Copa Bicentenario (2019, 2021).
- (**) Copa Sudamericana (2013, 2015, 2019, 2021, 2022), Copa Libertadores (2015, 2016, 2017, 2018, 2019, 2023, 2024, 2025), Liga de Campeones de la AFC (2020).

### Tripletes
| 1 | 9 de diciembre de 2015 | Inca Garcilaso de la Vega, Cusco | Real Garcilaso-FBC Melgar       |  | 1-4 | Campeonato Descentralizado 2015 |
| 2 | 30 de marzo de 2019    | Monumental de la UNSA, Arequipa  | FBC Melgar-Univ. San Martín     |  | 3-1 | Liga 1 2019                     |
| 3 | 25 de mayo de 2019     | Alberto Gallardo, Lima           | Sporting Cristal-FBC Melgar     |  | 2-3 | Liga 1 2019                     |
| 4 | 8 de junio de 2019     | Miguel Grau, Callao              | Cantolao-FBC Melgar             |  | 1-5 | Liga 1 2019                     |
| 5 | 1 de agosto de 2021    | Miguel Grau, Callao              | Deportivo Binacional-FBC Melgar |  | 1-5 | Liga 1 2021                     |

### Resumen estadístico
| Competición           | Encuentros | Goles | Promedio |
| --------------------- | ---------- | ----- | -------- |
| Ligas nacionales      | 421        | 177   | 0.42     |
| Copas nacionales      | 32         | 8     | 0.25     |
| Copas internacionales | 59         | 23    | 0.39     |
| Total                 | 512        | 208   | 0.41     |

### Rivales a los que les marcó goles
Resumen
| N°. | Equipo                    | Goles | PJ | Torneos en donde anotó          | Estadios en donde anotó                                                                   |
| --- | ------------------------- | ----- | -- | ------------------------------- | ----------------------------------------------------------------------------------------- |
| 1   | Universidad César Vallejo | 18    | 23 | 18 en Primera División del Perú | 8 Monumental de la UNSA, 7 Mansiche, 2 Melgar, 1 Municipal de Casa Grande                 |
| 2   | Cusco FC                  | 13    | 21 | 13 en Primera División del Perú | 7 Monumental de la UNSA, 6 Inca Garcilaso de la Vega                                      |
| 3   | Sporting Cristal          | 13    | 26 | 13 en Primera División del Perú | 7 Monumental de la UNSA, 5 Alberto Gallardo, 1 Nacional                                   |
| 4   | Unión Comercio            | 11    | 20 | 11 en Primera División del Perú | 7 Monumental de la UNSA, 2 IPD de Moyobamba, 2 Carlos Vidaurre García                     |
| 5   | Academia Cantolao         | 10    | 9  | 10 en Primera División del Perú | 5 Monumental de la UNSA, 4 Miguel Grau, 1 Alejandro Villanueva                            |
| 6   | Universitario             | 10    | 20 | 10 en Primera División del Perú | 4 Monumental de la UNSA, 2 Melgar, 2 Nacional, 2 Monumental de Ate                        |
| 7   | Binacional                | 9     | 12 | 9 en Primera División del Perú  | 3 Miguel Grau, 3 Monumental de la UNSA, 2 Guillermo Briceño Rosamedina, 1 25 de Noviembre |
| 8   | Universidad San Martín    | 9     | 15 | 9 en Primera División del Perú  | 4 Monumental de la UNSA, 2 Miguel Grau, 2 Monumental de Ate, 1 Alberto Gallardo           |
| 9   | Sport Huancayo            | 9     | 21 | 9 en Primera División del Perú  | 5 Monumental de la UNSA, 2 Melgar, 1 Huancayo, 1 Iván Elías Moreno                        |
| 10  | Alianza Lima              | 8     | 24 | 8 en Primera División del Perú  | 7 Monumental de la UNSA, 1 Melgar                                                         |

| Resto de los equipos a los que les convirtió Gol | Resto de los equipos a los que les convirtió Gol | Resto de los equipos a los que les convirtió Gol | Resto de los equipos a los que les convirtió Gol | Resto de los equipos a los que les convirtió Gol                               | Resto de los equipos a los que les convirtió Gol                        |
| N°.                                              | Equipos                                          | Goles                                            | PJ                                               | Torneos en donde anotó                                                         | Estadios en donde anotó                                                 |
| ------------------------------------------------ | ------------------------------------------------ | ------------------------------------------------ | ------------------------------------------------ | ------------------------------------------------------------------------------ | ----------------------------------------------------------------------- |
| 11                                               | Deportivo Municipal                              | 7                                                | 12                                               | 7 en Primera División del Perú                                                 | 5 Monumental de la UNSA, 1 Alberto Gallardo, 1 Iván Elías Moreno        |
| 12                                               | Ayacucho FC                                      | 7                                                | 14                                               | 7 en Primera División del Perú                                                 | 4 Monumental de la UNSA, 3 Ciudad de Cumaná                             |
| 13                                               | Sport Boys Association                           | 6                                                | 11                                               | 6 en Primera División del Perú                                                 | 4 Monumental de la UNSA, 1 Miguel Grau, 1 Iván Elías Moreno             |
| 14                                               | Alianza Atlético                                 | 5                                                | 10                                               | 5 en Primera División del Perú                                                 | 4 Monumental de la UNSA, 1 Campeones del 36                             |
| 15                                               | UTC                                              | 5                                                | 16                                               | 4 en Primera División del Perú, 1 en Torneo del Inca                           | 2 Monumental de la UNSA, 2 Germán Contreras Jara, 1 Héroes de San Ramón |
| 16                                               | Sport Boys Warnes                                | 3                                                | 2                                                | 3 en Primera División de Bolivia                                               | 2 Hernando Siles, 1 Samuel Vaca Jiménez                                 |
| 17                                               | Aucas                                            | 3                                                | 2                                                | 3 en Copa Sudamericana                                                         | 2 Nacional, 1 Gonzalo Pozo Ripalda                                      |
| 18                                               | River Plate                                      | 3                                                | 2                                                | 3 en Copa Sudamericana                                                         | 2 Monumental de la UNSA, 1 Centenario                                   |
| 19                                               | Junior                                           | 3                                                | 3                                                | 2 en Copa Sudamericana, 1 en Copa Libertadores                                 | 2 Monumental de la UNSA, 1 Metropolitano Roberto Meléndez               |
| 20                                               | ADT                                              | 3                                                | 6                                                | 3 en Primera División del Perú                                                 | 3 Monumental de la UNSA                                                 |
| 21                                               | Carlos A. Mannucci                               | 3                                                | 7                                                | 1 en Copa Sudamericana, 1 en Copa Bicentenario, 1 en Primera División del Perú | 1 Nacional, 1 Monumental de Ate, 1 Monumental de la UNSA                |
| 22                                               | Juan Aurich                                      | 3                                                | 10                                               | 3 en Primera División del Perú                                                 | 2 Monumental de la UNSA, 1 César Flores Marigorda                       |
| 23                                               | Cienciano                                        | 3                                                | 17                                               | 2 en Copa Sudamericana, 1 en Primera División del Perú                         | 2 Inca Garcilaso de la Vega, 1 Monumental de la UNSA                    |
| 24                                               | Sport Victoria                                   | 2                                                | 1                                                | 2 en Copa Bicentenario                                                         | 2 Monumental de la UNSA                                                 |
| 25                                               | Deportivo Cali                                   | 2                                                | 1                                                | 2 en Copa Sudamericana                                                         | 2 Monumental de la UNSA                                                 |
| 26                                               | C.A.I                                            | 2                                                | 2                                                | 2 en Primera B Nacional                                                        | 1 Municipal de Comodoro Rivadavia, 1 Fortín de Ludueña                  |
| 27                                               | Barranquilla FC                                  | 2                                                | 2                                                | 2 en Copa Colombia                                                             | 1 Cancha Bomboná, 1 Metropolitano Roberto Meléndez                      |
| 28                                               | Alianza Universidad                              | 2                                                | 2                                                | 2 en Primera División del Perú                                                 | 1 Monumental de la UNSA, 1 Iván Elías Moreno                            |
| 29                                               | Unión de Sunchales                               | 2                                                | 3                                                | 2 en Torneo Argentino A                                                        | 1 Fortín de Ludueña, 1 Estadio de la Avenida                            |
| 30                                               | Patronato                                        | 2                                                | 3                                                | 2 en Copa Libertadores                                                         | 2 Monumental de la UNSA                                                 |
| 31                                               | Deportivo Garcilaso                              | 2                                                | 3                                                | 2 en Primera División del Perú                                                 | 2 Inca Garcilaso de la Vega                                             |
| 32                                               | Los Caimanes                                     | 2                                                | 4                                                | 2 en Primera División del Perú                                                 | 1 Monumental de la UNSA, 1 Francisco Mendoza Pizarro                    |
| 33                                               | Defensor La Bocana                               | 2                                                | 4                                                | 2 en Primera División del Perú                                                 | 2 Municipal de Bernal                                                   |
| 34                                               | Comerciantes Unidos                              | 2                                                | 4                                                | 2 en Primera División del Perú                                                 | 2 Monumental de la UNSA                                                 |
| 35                                               | Atlético Grau                                    | 2                                                | 5                                                | 2 en Primera División del Perú                                                 | 1 Monumental de la UNSA, 1 Municipal de Bernal                          |
| 36                                               | Douglas Haig                                     | 1                                                | 1                                                | 1 en Copa Argentina                                                            | 1 Fortín de Ludueña                                                     |
| 37                                               | San Simón                                        | 1                                                | 1                                                | 1 en Primera División del Perú                                                 | 1 Monumental de la UNSA                                                 |
| 38                                               | Ho Chi Minh City                                 | 1                                                | 1                                                | 1 en Liga de Campeones de la AFC                                               | 1 Chang Arena                                                           |
| 39                                               | América                                          | 1                                                | 1                                                | 1 en Primera División de México                                                | 1 Cuauhtémoc                                                            |
| 40                                               | Metropolitanos                                   | 1                                                | 1                                                | 1 en Copa Sudamericana                                                         | 1 Olímpico de la UCV                                                    |
| 41                                               | Ferro Carril Oeste                               | 1                                                | 2                                                | 1 en Primera B Nacional                                                        | 1 Fortín de Ludueña                                                     |
| 42                                               | Crucero del Norte                                | 1                                                | 2                                                | 1 en Torneo Argentino A                                                        | 1 Comandante Andrés Guacurarí                                           |
| 43                                               | Sport Rosario                                    | 1                                                | 2                                                | 1 en Primera División del Perú                                                 | 1 Rosas Pampa                                                           |
| 44                                               | Caracas                                          | 1                                                | 2                                                | 1 en Copa Libertadores                                                         | 1 Olímpico de la UCV                                                    |
| 45                                               | Carlos Stein                                     | 1                                                | 2                                                | 1 en Primera División del Perú                                                 | 1 Monumental de la UNSA                                                 |
| 46                                               | Racing Club                                      | 1                                                | 2                                                | 1 en Copa Sudamericana                                                         | 1 Monumental de la UNSA                                                 |
| 47                                               | Olimpia                                          | 1                                                | 2                                                | 1 en Copa Libertadores                                                         | 1 Monumental de la UNSA                                                 |
| 48                                               | Los Chankas                                      | 1                                                | 2                                                | 1 en Primera División del Perú                                                 | 1 Los Chankas                                                           |
| 49                                               | Juventud Antoniana                               | 1                                                | 3                                                | 1 en Torneo Argentino A                                                        | 1 Padre Ernesto Martearena                                              |
| 50                                               | Colo-Colo                                        | 1                                                | 3                                                | 1 en Copa Libertadores                                                         | 1 Monumental de la UNSA                                                 |
| 51                                               | Real Cartagena                                   | 1                                                | 3                                                | 1 en Copa Saturno                                                              | 1 Olímpico Jaime Morón León                                             |
| 52                                               | Once Caldas                                      | 1                                                | 3                                                | 1 en Categoría Primera A                                                       | 1 Metropolitano Roberto Meléndez                                        |
| 53                                               | Jaguares de Córdoba                              | 1                                                | 3                                                | 1 en Copa Colombia                                                             | 1 Metropolitano Roberto Meléndez                                        |
| 54                                               | Santiago Wanderers                               | 1                                                | 3                                                | 1 en Copa Libertadores                                                         | 1 Elías Figueroa Brander                                                |
| 55                                               | Pacífico FC                                      | 1                                                | 4                                                | 1 en Primera División del Perú                                                 | 1 Segundo Aranda Torres                                                 |
| 56                                               | León de Huánuco                                  | 1                                                | 5                                                | 1 en Primera División del Perú                                                 | 1 Monumental de la UNSA                                                 |

### Goles marcados en detalle
Goles Marcados con  Tiro Federal.
| Goles marcados con Tiro Federal | Goles marcados con Tiro Federal | Goles marcados con Tiro Federal | Goles marcados con Tiro Federal | Goles marcados con Tiro Federal     | Goles marcados con Tiro Federal | Goles marcados con Tiro Federal | Goles marcados con Tiro Federal | Goles marcados con Tiro Federal | Goles marcados con Tiro Federal          | Goles marcados con Tiro Federal | Goles marcados con Tiro Federal |
| No.                             | Gol Anual                       | Jornada                         | Fecha                           | Partido                             | Marcó                           | Resultado Final                 | Estadio                         | Ciudad                          | Competición                              | Etapa                           |                                 |
| ------------------------------- | ------------------------------- | ------------------------------- | ------------------------------- | ----------------------------------- | ------------------------------- | ------------------------------- | ------------------------------- | ------------------------------- | ---------------------------------------- | ------------------------------- | ------------------------------- |
| 1                               | 1                               | 17                              | 4 de diciembre de 2010          | CAI vs. Tiro Federal                | 0-1 (60')                       | 1-2                             | Municipal de Comodoro Rivadavia | Comodoro Rivadavia              | Campeonato de Primera B Nacional 2010-11 | 2010-11                         |                                 |
| 2                               | 2                               | 18                              | 11 de diciembre de 2010         | Tiro Federal vs. Ferro Carril Oeste | 4-1 (89')                       | 4-1                             | Fortín de Ludueña               | Rosario                         | Campeonato de Primera B Nacional 2010-11 | 2010-11                         |                                 |
| 3                               | 1                               | 36                              | 5 de junio de 2011              | Tiro Federal vs. CAI                | 1-0 (13')                       | 1-1                             | Fortín de Ludueña               | Rosario                         | Campeonato de Primera B Nacional 2010-11 | 2010-11                         |                                 |
| 4                               | 2                               | 1                               | 21 de agosto de 2011            | Crucero del Norte vs. Tiro Federal  | 0-1 (59')                       | 1-1                             | Comandante Andrés Guacurarí     | Garupá                          | Torneo Argentino A 2011-12               | Primera Fase Zona Norte         |                                 |
| 5                               | 3                               | 4                               | 11 de septiembre de 2011        | Tiro Federal vs. Unión (Sunchales)  | 2-0 (59')                       | 2-0                             | Fortín de Ludueña               | Rosario                         | Torneo Argentino A 2011-12               | Primera Fase Zona Norte         |                                 |
| 6                               | 4                               | R3                              | 14 de septiembre de 2011        | Tiro Federal vs. Douglas Haig       | 2-0 (56')                       | 2-2(2-3p)                       | Fortín de Ludueña               | Rosario                         | Copa Argentina 2011-12                   | Tercera Eliminatoria            |                                 |
| 7                               | 5                               | 17                              | 3 de diciembre de 2011          | Unión (Sunchales) vs. Tiro Federal  | 1-1 (42')                       | 2-2                             | De la Avenida                   | Sunchales                       | Torneo Argentino A 2011-12               | Primera Fase Zona Norte         |                                 |
| 8                               | 1                               | Revalida                        | 8 de abril de 2012              | Juventud Antoniana vs. Tiro Federal | 1-1 (89')                       | 1-1                             | Padre Ernesto Martearena        | Salta                           | Torneo Argentino A 2011-12               | 2011-12 Revalida                |                                 |

Goles Marcados con  The Strongest.
| Goles marcados con The Strongest | Goles marcados con The Strongest | Goles marcados con The Strongest | Goles marcados con The Strongest | Goles marcados con The Strongest    | Goles marcados con The Strongest | Goles marcados con The Strongest | Goles marcados con The Strongest | Goles marcados con The Strongest | Goles marcados con The Strongest | Goles marcados con The Strongest | Goles marcados con The Strongest |
| No.                              | Gol Anual                        | Jornada                          | Fecha                            | Partido                             | Marcó                            | Resultado Final                  | Estadio                          | Ciudad                           | Competición                      | Etapa                            |                                  |
| -------------------------------- | -------------------------------- | -------------------------------- | -------------------------------- | ----------------------------------- | -------------------------------- | -------------------------------- | -------------------------------- | -------------------------------- | -------------------------------- | -------------------------------- | -------------------------------- |
| 1                                | 1                                | 2                                | 24 de enero de 2015              | Sport Boys Warnes vs. The Strongest | 1-2 (81')                        | 1-2                              | Samuel Vaca Jiménez              | Warnes, Santa Cruz               | Primera División 2014-15         | Torneo Clausura 2015             |                                  |
| 2                                | 2                                | 13                               | 21 de marzo de 2015              | The Strongest vs. Sport Boys Warnes | 1-1 (12')                        | 6-2                              | Hernando Siles                   | La Paz                           | Primera División 2014-15         | Torneo Clausura 2015             |                                  |
| 3                                | 3                                | 13                               | 21 de marzo de 2015              | The Strongest vs. Sport Boys Warnes | 5-1 (45')                        | 6-2                              | Hernando Siles                   | La Paz                           | Primera División 2014-15         | Torneo Clausura 2015             |                                  |

Goles Marcados con  Junior.
| Goles marcados con Junior | Goles marcados con Junior | Goles marcados con Junior | Goles marcados con Junior | Goles marcados con Junior  | Goles marcados con Junior | Goles marcados con Junior | Goles marcados con Junior      | Goles marcados con Junior | Goles marcados con Junior | Goles marcados con Junior | Goles marcados con Junior |
| No.                       | Gol Anual                 | Jornada                   | Fecha                     | Partido                    | Marcó                     | Resultado Final           | Estadio                        | Ciudad                    | Competición               | Etapa                     |                           |
| ------------------------- | ------------------------- | ------------------------- | ------------------------- | -------------------------- | ------------------------- | ------------------------- | ------------------------------ | ------------------------- | ------------------------- | ------------------------- | ------------------------- |
| 1                         | 1                         | 2                         | 21 de enero de 2017       | Real Cartagena vs. Junior  | 2-3 (71')                 | 2-3                       | Estadio Jaime Morón            | Cartagena                 | Copa Saturno 2017         | Amistosos                 |                           |
| 2                         | 2                         | 2                         | 15 de marzo de 2017       | Junior vs. Barranquilla FC | 1-0 (6')                  | 2-1                       | Cancha Bomboná                 | Malambo                   | Copa Colombia 2017        | Grupo A                   |                           |
| 3                         | 3                         | 10                        | 18 de marzo de 2017       | Junior vs. Once Caldas     | 2-0 (87')                 | 3-0                       | Metropolitano Roberto Meléndez | Barranquilla              | Torneo Apertura 2017      | Torneo Apertura 2017      |                           |
| 4                         | 4                         | 3                         | 12 de abril de 2017       | Junior vs. Jaguares        | 1-0 (9')                  | 2-0                       | Metropolitano Roberto Meléndez | Barranquilla              | Copa Colombia 2017        | Grupo A                   |                           |
| 5                         | 5                         | 5                         | 3 de mayo de 2017         | Barranquilla FC vs. Junior | 1-2 (76')                 | 2-2                       | Metropolitano Roberto Meléndez | Barranquilla              | Copa Colombia 2017        | Grupo A                   |                           |

Goles Marcados con  Buriram United.
|  | Goles en torneos internacionales |

| Goles marcados con Buriram United | Goles marcados con Buriram United | Goles marcados con Buriram United | Goles marcados con Buriram United | Goles marcados con Buriram United      | Goles marcados con Buriram United | Goles marcados con Buriram United | Goles marcados con Buriram United | Goles marcados con Buriram United | Goles marcados con Buriram United | Goles marcados con Buriram United | Goles marcados con Buriram United |
| No.                               | Gol Anual                         | Jornada                           | Fecha                             | Partido                                | Marcó                             | Resultado                         | Estadio                           | Ciudad                            | Competición                       | Etapa                             |                                   |
| --------------------------------- | --------------------------------- | --------------------------------- | --------------------------------- | -------------------------------------- | --------------------------------- | --------------------------------- | --------------------------------- | --------------------------------- | --------------------------------- | --------------------------------- | --------------------------------- |
| 1                                 | 1                                 | 2da. Ronda Región Este            | 21 de enero de 2020               | Buriram United vs. Hồ Chí Minh City FC | 1-0 (53')                         | 2-1                               | Chang Arena                       | Buriram, Tailandia                | Liga de Campeones de la AFC 2020  | 2.ª. Ronda Región Este            |                                   |

Goles Marcados con  Club Puebla.
| Goles marcados con Puebla | Goles marcados con Puebla | Goles marcados con Puebla | Goles marcados con Puebla | Goles marcados con Puebla | Goles marcados con Puebla | Goles marcados con Puebla | Goles marcados con Puebla | Goles marcados con Puebla | Goles marcados con Puebla | Goles marcados con Puebla | Goles marcados con Puebla |
| No.                       | Gol Anual                 | Jornada                   | Fecha                     | Partido                   | Marcó                     | Resultado Final           | Estadio                   | Ciudad                    | Competición               | Etapa                     |                           |
| ------------------------- | ------------------------- | ------------------------- | ------------------------- | ------------------------- | ------------------------- | ------------------------- | ------------------------- | ------------------------- | ------------------------- | ------------------------- | ------------------------- |
| 1                         | 1                         | 9                         | 8 de septiembre de 2020   | Club Puebla vs. América   | 2-0 (29')                 | 2-3                       | Cuauhtémoc                | Puebla de Zaragoza        | Torneo Guard1anes 2020    | Torneo Apertura 2020      |                           |

Todos Los Goles Marcados con  FBC Melgar.
|  | Goles marcados en finales        |
|  | Goles en torneos internacionales |

| Goles marcados con FBC Melgar | Goles marcados con FBC Melgar | Goles marcados con FBC Melgar | Goles marcados con FBC Melgar | Goles marcados con FBC Melgar            | Goles marcados con FBC Melgar | Goles marcados con FBC Melgar | Goles marcados con FBC Melgar    | Goles marcados con FBC Melgar | Goles marcados con FBC Melgar   | Goles marcados con FBC Melgar | Goles marcados con FBC Melgar |
| N.º                           | Gol Anual                     | Jornada                       | Fecha                         | Partido                                  | Marcó                         | Resultado Final               | Estadio                          | Ciudad                        | Competición                     | Etapa                         |                               |
| ----------------------------- | ----------------------------- | ----------------------------- | ----------------------------- | ---------------------------------------- | ----------------------------- | ----------------------------- | -------------------------------- | ----------------------------- | ------------------------------- | ----------------------------- | ----------------------------- |
| 1                             | 1                             | 34                            | 16 de septiembre de 2012      | FBC Melgar vs. Sport Boys                | 1-0 (12')                     | 5-1                           | Monumental de la UNSA            | Arequipa                      | Campeonato Descentralizado 2012 | Liguilla B                    |                               |
| 2                             | 2                             | 34                            | 16 de septiembre de 2012      | FBC Melgar vs. Sport Boys                | 4-0 (39')                     | 5-1                           | Monumental de la UNSA            | Arequipa                      | Campeonato Descentralizado 2012 | Liguilla B                    |                               |
| 3                             | 3                             | 36                            | 30 de septiembre de 2012      | FBC Melgar vs. Universidad César Vallejo | 2-0 (35')                     | 4-0                           | Monumental de la UNSA            | Arequipa                      | Campeonato Descentralizado 2012 | Liguilla B                    |                               |
| 4                             | 4                             | 42                            | 11 de noviembre de 2012       | FBC Melgar vs. Unión Comercio            | 1-0 (12')                     | 3-0                           | Monumental de la UNSA            | Arequipa                      | Campeonato Descentralizado 2012 | Liguilla B                    |                               |
| 5                             | 5                             | 42                            | 11 de noviembre de 2012       | FBC Melgar vs. Unión Comercio            | 2-0 (29')                     | 3-0                           | Monumental de la UNSA            | Arequipa                      | Campeonato Descentralizado 2012 | Liguilla B                    |                               |
| 6                             | 6                             | 44                            | 25 de noviembre de 2012       | FBC Melgar vs. Alianza Lima              | 1-0 (38')                     | 2-0                           | Monumental de la UNSA            | Arequipa                      | Campeonato Descentralizado 2012 | Liguilla B                    |                               |
| 7                             | 7                             | 44                            | 25 de noviembre de 2012       | FBC Melgar vs. Alianza Lima              | 2-0 (88')                     | 2-0                           | Monumental de la UNSA            | Arequipa                      | Campeonato Descentralizado 2012 | Liguilla B                    |                               |
| 8                             | 1                             | 13                            | 1 de mayo de 2013             | Universidad César Vallejo vs. FBC Melgar | 0-1 (37')                     | 4-3                           | Estadio Mansiche                 | Trujillo                      | Campeonato Descentralizado 2013 | Primera etapa                 |                               |
| 9                             | 2                             | 13                            | 1 de mayo de 2013             | Universidad César Vallejo vs. FBC Melgar | 4-3 (91')                     | 4-3                           | Estadio Mansiche                 | Trujillo                      | Campeonato Descentralizado 2013 | Primera etapa                 |                               |
| 10                            | 3                             | 26                            | 21 de julio de 2013           | FBC Melgar vs. Universitario             | 1-2 (76')                     | 2-2                           | Estadio Mariano Melgar           | Arequipa                      | Campeonato Descentralizado 2013 | Primera etapa                 |                               |
| 11                            | 4                             | 26                            | 21 de julio de 2013           | FBC Melgar vs. Universitario             | 2-2 (79')                     | 2-2                           | Estadio Mariano Melgar           | Arequipa                      | Campeonato Descentralizado 2013 | Primera etapa                 |                               |
| 12                            | 5                             | 28                            | 10 de agosto de 2013          | FBC Melgar vs. Universidad César Vallejo | 1-1 (4')                      | 2-2                           | Estadio Mariano Melgar           | Arequipa                      | Campeonato Descentralizado 2013 | Primera etapa                 |                               |
| 13                            | 6                             | 33                            | 25 de septiembre de 2013      | FBC Melgar vs. Universidad César Vallejo | 1-0 (24')                     | 1-1                           | Estadio Mariano Melgar           | Arequipa                      | Campeonato Descentralizado 2013 | Liguilla A                    |                               |
| 14                            | 7                             | 36                            | 2 de octubre de 2013          | Unión Comercio vs. FBC Melgar            | 0-2 (72')                     | 0-2                           | Estadio Regional IPD             | Moyobamba                     | Campeonato Descentralizado 2013 | Liguilla A                    |                               |
| 15                            | 8                             | 38                            | 21 de octubre de 2013         | Pacífico FC vs. FBC Melgar               | 1-1 (93')                     | 1-1                           | Segundo Aranda Torres            | Huacho                        | Campeonato Descentralizado 2013 | Liguilla A                    |                               |
| 16                            | 9                             | 39                            | 26 de octubre de 2013         | FBC Melgar vs. Sport Huancayo            | 2-0 (34')                     | 4-4                           | Mariano Melgar                   | Arequipa                      | Campeonato Descentralizado 2013 | Liguilla A                    |                               |
| 17                            | 10                            | 39                            | 26 de octubre de 2013         | FBC Melgar vs. Sport Huancayo            | 3-1 (38')                     | 4-4                           | Mariano Melgar                   | Arequipa                      | Campeonato Descentralizado 2013 | Liguilla A                    |                               |
| 18                            | 11                            | 40                            | 2 de noviembre de 2013        | Universidad César Vallejo vs. FBC Melgar | 0-1 (19')                     | 0-2                           | Municipal de Casa Grande         | Ascope                        | Campeonato Descentralizado 2013 | Liguilla A                    |                               |
| 19                            | 12                            | 41                            | 10 de noviembre de 2013       | FBC Melgar vs. Alianza Lima              | 1-1 (89')                     | 1-1                           | Mariano Melgar                   | Arequipa                      | Campeonato Descentralizado 2013 | Liguilla A                    |                               |
| 20                            | 13                            | 44                            | 1 de diciembre de 2013        | Sporting Cristal vs. FBC Melgar          | 4-1 (87')                     | 4-1                           | Alberto Gallardo                 | Lima                          | Campeonato Descentralizado 2013 | Liguilla A                    |                               |
| 21                            | 1                             | 8                             | 5 de abril de 2014            | FBC Melgar vs. UTC                       | 1-0 (22')                     | 3-0                           | Monumental de la UNSA            | Arequipa                      | Torneo del Inca 2014            | Grupo B                       |                               |
| 22                            | 2                             | 3                             | 21 de junio de 2014           | FBC Melgar vs. Los Caimanes              | 1-0 (54')                     | 3-0                           | Monumental de la UNSA            | Arequipa                      | Campeonato Descentralizado 2014 | Torneo Apertura               |                               |
| 23                            | 3                             | 4                             | 29 de junio de 2014           | Unión Comercio vs. FBC Melgar            | 0-1 (48')                     | 0-2                           | Estadio Regional IPD             | Moyobamba                     | Campeonato Descentralizado 2014 | Torneo Apertura               |                               |
| 24                            | 4                             | 7                             | 16 de julio de 2014           | Universitario vs. FBC Melgar             | 1-2 (93')                     | 1-2                           | Estadio Nacional                 | Lima                          | Campeonato Descentralizado 2014 | Torneo Apertura               |                               |
| 25                            | 5                             | 9                             | 25 de julio de 2014           | Real Garcilaso vs. FBC Melgar            | 0-1 (13')                     | 1-1                           | Inca Garcilaso de la Vega        | Cusco                         | Campeonato Descentralizado 2014 | Torneo Apertura               |                               |
| 26                            | 6                             | 10                            | 31 de julio de 2014           | FBC Melgar vs. Universidad San Martín    | 2-1 (86')                     | 2-1                           | Estadio Monumental de la UNSA    | Arequipa                      | Campeonato Descentralizado 2014 | Torneo Apertura               |                               |
| 27                            | 7                             | 12                            | 13 de agosto de 2014          | FBC Melgar vs. Universidad César Vallejo | 1-0 (24')                     | 2-1                           | Estadio Monumental de la UNSA    | Arequipa                      | Campeonato Descentralizado 2014 | Torneo Apertura               |                               |
| 28                            | 8                             | 12                            | 13 de agosto de 2014          | FBC Melgar vs. Universidad César Vallejo | 2-1 (74')                     | 2-1                           | Estadio Monumental de la UNSA    | Arequipa                      | Campeonato Descentralizado 2014 | Torneo Apertura               |                               |
| 29                            | 9                             | 14                            | 24 de agosto de 2014          | FBC Melgar vs. Sport Huancayo            | 2-1 (38')                     | 2-2                           | Estadio Monumental de la UNSA    | Arequipa                      | Campeonato Descentralizado 2014 | Torneo Apertura               |                               |
| 30                            | 10                            | 1                             | 6 de septiembre de 2014       | Cienciano vs. FBC Melgar                 | 0-1 (52')                     | 0-2                           | Inca Garcilaso de la Vega        | Cusco                         | Campeonato Descentralizado 2014 | Torneo Clausura               |                               |
| 31                            | 11                            | 3                             | 21 de septiembre de 2014      | Los Caimanes vs. FBC Melgar              | 0-2 (84')                     | 0-3                           | Francisco Mendoza Pizarro        | Olmos                         | Campeonato Descentralizado 2014 | Torneo Clausura               |                               |
| 32                            | 12                            | 4                             | 27 de septiembre de 2014      | FBC Melgar vs. Unión Comercio            | 1-0 (12')                     | 1-0                           | Estadio Monumental UNSA          | Arequipa                      | Campeonato Descentralizado 2014 | Torneo Clausura               |                               |
| 33                            | 13                            | 9                             | 26 de octubre de 2014         | FBC Melgar vs. Real Garcilaso            | 1-1 (67')                     | 2-2                           | Estadio Monumental UNSA          | Arequipa                      | Campeonato Descentralizado 2014 | Torneo Clausura               |                               |
| 34                            | 14                            | 9                             | 26 de octubre de 2014         | FBC Melgar vs. Real Garcilaso            | 2-2 (91')                     | 2-2                           | Estadio Monumental UNSA          | Arequipa                      | Campeonato Descentralizado 2014 | Torneo Clausura               |                               |
| 35                            | 15                            | 10                            | 1 de noviembre de 2014        | Universidad San Martín vs. FBC Melgar    | 0-1 (5')                      | 0-2                           | Estadio Miguel Grau              | Callao                        | Campeonato Descentralizado 2014 | Torneo Clausura               |                               |
| 36                            | 16                            | 11                            | 8 de noviembre de 2014        | FBC Melgar vs. Juan Aurich               | 1-0 (18')                     | 1-1                           | Estadio Monumental UNSA          | Arequipa                      | Campeonato Descentralizado 2014 | Torneo Clausura               |                               |
| 37                            | 17                            | 13                            | 17 de noviembre de 2014       | FBC Melgar vs. San Simón                 | 2-1 (85')                     | 2-1                           | Estadio Monumental UNSA          | Arequipa                      | Campeonato Descentralizado 2014 | Torneo Clausura               |                               |
| 38                            | 18                            | 15                            | 30 de noviembre de 2014       | FBC Melgar vs. Alianza Lima              | 1-0 (43')                     | 2-3                           | Estadio Monumental UNSA          | Arequipa                      | Campeonato Descentralizado 2014 | Torneo Clausura               |                               |
| 39                            | 1                             | 16                            | 16 de agosto de 2015          | FBC Melgar vs. Universidad César Vallejo | 2-0 (80')                     | 2-0                           | Estadio Monumental UNSA          | Arequipa                      | Campeonato Descentralizado 2015 | Torneo Apertura               |                               |
| 40                            | 2                             | Primera Fase Ida              | 18 de agosto de 2015          | FBC Melgar vs.Junior                     | 1-0 (4')                      | 4-0                           | Monumental de la UNSA            | Arequipa                      | Sudamericana 2015               | Primera Fase                  |                               |
| 41                            | 3                             | Primera Fase Ida              | 18 de agosto de 2015          | FBC Melgar vs.Junior                     | 2-0 (45')                     | 4-0                           | Monumental de la UNSA            | Arequipa                      | Sudamericana 2015               | Primera Fase                  |                               |
| 42                            | 4                             | 2                             | 3 de septiembre de 2015       | FBC Melgar vs. León de Huánuco           | 1-0 (5')                      | 5-0                           | Estadio Monumental de la UNSA    | Arequipa                      | Campeonato Descentralizado 2015 | Torneo Clausura               |                               |
| 43                            | 5                             | 4                             | 16 de septiembre de 2015      | FBC Melgar vs. Real Garcilaso            | 1-0 (24')                     | 2-0                           | Estadio Monumental de la UNSA    | Arequipa                      | Campeonato Descentralizado 2015 | Torneo Clausura               |                               |
| 44                            | 6                             | 4                             | 16 de septiembre de 2015      | FBC Melgar vs. Real Garcilaso            | 2-0 (84')                     | 2-0                           | Estadio Monumental de la UNSA    | Arequipa                      | Campeonato Descentralizado 2015 | Torneo Clausura               |                               |
| 45                            | 7                             | 6                             | 26 de septiembre de 2015      | FBC Melgar vs. Universitario             | 2-0 (66')                     | 2-0                           | Estadio Monumental de la UNSA    | Arequipa                      | Campeonato Descentralizado 2015 | Torneo Clausura               |                               |
| 46                            | 8                             | 11                            | 24 de octubre de 2015         | Ayacucho FC vs. FBC Melgar               | 0-1 (22')                     | 1-2                           | Ciudad de Cumaná                 | Ayacucho                      | Campeonato Descentralizado 2015 | Torneo Clausura               |                               |
| 47                            | 9                             | 11                            | 24 de octubre de 2015         | Ayacucho FC vs. FBC Melgar               | 0-2 (33')                     | 1-2                           | Ciudad de Cumaná                 | Ayacucho                      | Campeonato Descentralizado 2015 | Torneo Clausura               |                               |
| 48                            | 10                            | 17                            | 29 de noviembre de 2015       | FBC Melgar vs. Juan Aurich               | 4-1 (58')                     | 4-1                           | Monumental UNSA                  | Arequipa                      | Campeonato Descentralizado 2015 | Torneo Clausura               |                               |
| 49                            | 11                            | Semifinales vuelta            | 9 de diciembre de 2015        | Real Garcilaso vs. FBC Melgar            | 0-2 (21')                     | 0-4                           | Inca Garcilaso de la Vega        | Cusco                         | Campeonato Descentralizado 2015 | Semifinales                   |                               |
| 50                            | 12                            | Semifinales vuelta            | 9 de diciembre de 2015        | Real Garcilaso vs. FBC Melgar            | 0-3 (73')                     | 0-4                           | Inca Garcilaso de la Vega        | Cusco                         | Campeonato Descentralizado 2015 | Semifinales                   |                               |
| 51                            | 13                            | Semifinales vuelta            | 9 de diciembre de 2015        | Real Garcilaso vs. FBC Melgar            | 0-4 (82')                     | 0-4                           | Inca Garcilaso de la Vega        | Cusco                         | Campeonato Descentralizado 2015 | Semifinales                   |                               |
| 52                            | 14                            | Final vuelta                  | 16 de diciembre de 2015       | FBC Melgar vs. Sporting Cristal          | 3-2 (91')                     | 3-2                           | Monumental UNSA                  | Arequipa                      | Campeonato Descentralizado 2015 | Final                         |                               |
| 53                            | 1                             | 3                             | 13 de febrero de 2016         | Ayacucho FC vs. FBC Melgar               | 0-3 (61')                     | 0-3                           | Estadio Ciudad de Cumaná         | Ayacucho                      | Campeonato Descentralizado 2016 | Torneo Apertura               |                               |
| 54                            | 2                             | 8                             | 9 de marzo de 2016            | Universidad de San Martín vs. FBC Melgar | 0-1 (61')                     | 2-1                           | Estadio Miguel Grau              | Callao                        | Campeonato Descentralizado 2016 | Torneo Apertura               |                               |
| 55                            | 3                             | 9                             | 12 de marzo de 2016           | FBC Melgar vs. Deportivo Municipal       | 1-1 (67')                     | 1-1                           | Monumental UNSA                  | Arequipa                      | Campeonato Descentralizado 2016 | Torneo Apertura               |                               |
| 56                            | 4                             | 5                             | 7 de abril de 2016            | FBC Melgar vs.Colo-Colo                  | 1-0 (48')                     | 1-2                           | Monumental de la UNSA            | Arequipa                      | Libertadores 2016               | Grupo 5                       |                               |
| 57                            | 5                             | 11                            | 18 de abril de 2016           | FBC Melgar vs. Real Garcilaso            | 3-1 (71')                     | 3-1                           | Estadio Monumental UNSA          | Arequipa                      | Campeonato Descentralizado 2016 | Torneo Apertura               |                               |
| 58                            | 6                             | 1                             | 14 de mayo de 2016            | FBC Melgar vs. UTC                       | 1-0 (64')                     | 1-1                           | Estadio Monumental UNSA          | Arequipa                      | Campeonato Descentralizado 2016 | Torneo Clausura               |                               |
| 59                            | 7                             | 3                             | 22 de mayo de 2016            | FBC Melgar vs. Ayacucho FC               | 1-0 (8')                      | 2-0                           | Estadio Monumental UNSA          | Arequipa                      | Campeonato Descentralizado 2016 | Torneo Clausura               |                               |
| 60                            | 8                             | 3                             | 22 de mayo de 2016            | FBC Melgar vs. Ayacucho FC               | 2-0 (51')                     | 2-0                           | Estadio Monumental UNSA          | Arequipa                      | Campeonato Descentralizado 2016 | Torneo Clausura               |                               |
| 61                            | 9                             | 6                             | 3 de julio de 2016            | Defensor La Bocana vs. FBC Melgar        | 1-2 (86')                     | 2-2                           | Municipal de Bernal              | Sechura                       | Campeonato Descentralizado 2016 | Torneo Clausura               |                               |
| 62                            | 10                            | 7                             | 6 de julio de 2016            | FBC Melgar vs. Sport Huancayo            | 1-0 (13')                     | 1-2                           | Estadio Monumental UNSA          | Arequipa                      | Campeonato Descentralizado 2016 | Torneo Clausura               |                               |
| 63                            | 11                            | 10                            | 19 de julio de 2016           | FBC Melgar vs. Comerciantes Unidos       | 1-0 (24')                     | 3-2                           | Estadio Monumental UNSA          | Arequipa                      | Campeonato Descentralizado 2016 | Torneo Clausura               |                               |
| 64                            | 12                            | 11                            | 23 de julio de 2016           | Real Garcilaso vs. FBC Melgar            | 0-2 (63')                     | 1-2                           | Inca Garcilaso de la Vega        | Cusco                         | Campeonato Descentralizado 2016 | Torneo Clausura               |                               |
| 65                            | 13                            | 12                            | 30 de julio de 2016           | FBC Melgar vs. Alianza Atlético          | 2-0 (83')                     | 2-0                           | Estadio Monumental UNSA          | Arequipa                      | Campeonato Descentralizado 2016 | Torneo Clausura               |                               |
| 66                            | 14                            | 3                             | 11 de septiembre de 2016      | FBC Melgar vs. Deportivo Municipal       | 1-1 (54' Pen.)                | 3-0                           | Estadio Monumental UNSA          | Arequipa                      | Campeonato Descentralizado 2016 | Liguilla A                    |                               |
| 67                            | 15                            | 4                             | 19 de septiembre de 2016      | Real Garcilaso vs. FBC Melgar            | 0-1 (13')                     | 1-2                           | Inca Garcilaso de la Vega        | Cusco                         | Campeonato Descentralizado 2016 | Liguilla A                    |                               |
| 68                            | 16                            | 6                             | 28 de septiembre de 2016      | Juan Aurich vs. FBC Melgar               | 1-1 (86')                     | 1-1                           | César Flores Marigorda           | Lambayeque                    | Campeonato Descentralizado 2016 | Liguilla A                    |                               |
| 69                            | 17                            | 7                             | 16 de octubre de 2016         | FBC Melgar vs. Sporting Cristal          | 1-0 (15')                     | 2-0                           | Monumental UNSA                  | Arequipa                      | Campeonato Descentralizado 2016 | Liguilla A                    |                               |
| 70                            | 18                            | 8                             | 19 de octubre de 2016         | Universidad César Vallejo vs. FBC Melgar | 2-3 (94')                     | 2-3                           | Estadio Mansiche                 | Trujillo                      | Campeonato Descentralizado 2016 | Liguilla A                    |                               |
| 71                            | 19                            | 9                             | 24 de octubre de 2016         | FBC Melgar vs. Unión Comercio            | 1-0 (83'Pen.)                 | 1-0                           | Monumental UNSA                  | Arequipa                      | Campeonato Descentralizado 2016 | Liguilla A                    |                               |
| 72                            | 20                            | 12                            | 18 de noviembre de 2016       | Defensor La Bocana vs. FBC Melgar        | 1-3 (86')                     | 1-3                           | Municipal de Bernal              | Sechura                       | Campeonato Descentralizado 2016 | Liguilla A                    |                               |
| 73                            | 21                            | Semifinales Ida               | 30 de noviembre de 2016       | Universitario de Deportes vs. FBC Melgar | 1-2 (86')                     | 1-2                           | Estadio Nacional                 | Lima                          | Campeonato Descentralizado 2016 | Semifinales                   |                               |
| 74                            | 22                            | Final Ida                     | 11 de diciembre de 2016       | FBC Melgar vs. Sporting Cristal          | 1-0 (56')                     | 1-1                           | Monumental UNSA                  | Arequipa                      | Campeonato Descentralizado 2016 | Final                         |                               |
| 75                            | 1                             | Fase 2 Ida                    | 30 de enero de 2018           | Santiago Wanderers vs. FBC Melgar        | 1-1 (45+3')                   | 1-1                           | Elías Figueroa Brander           | Valparaíso                    | Libertadores 2018               | Fase 2                        |                               |
| 76                            | 2                             | 2                             | 10 de febrero de 2018         | FBC Melgar vs. Sport Boys                | 2-0 (66')                     | 2-1                           | Estadio Monumental UNSA          | Arequipa                      | Torneo de Verano 2018           | Grupo B                       |                               |
| 77                            | 3                             | 8                             | 13 de marzo de 2018           | FBC Melgar vs. Deportivo Municipal       | 1-0 (49')                     | 2-0                           | Estadio Monumental UNSA          | Arequipa                      | Torneo de Verano 2018           | Grupo B                       |                               |
| 78                            | 4                             | 8                             | 13 de marzo de 2018           | FBC Melgar vs. Deportivo Municipal       | 2-0 (54')                     | 2-0                           | Estadio Monumental UNSA          | Arequipa                      | Torneo de Verano 2018           | Grupo B                       |                               |
| 79                            | 5                             | 11                            | 12 de abril de 2018           | Binacional vs. FBC Melgar                | 1-1 (38')                     | 2-2                           | Estadio Monumental UNSA          | Arequipa                      | Torneo de Verano 2018           | Grupo B                       |                               |
| 80                            | 6                             | 1                             | 20 de mayo de 2018            | Universitario de Deportes vs. FBC Melgar | 1-1 (20'Pen.)                 | 1-1                           | Estadio Monumental               | Lima                          | Campeonato Descentralizado 2018 | Torneo Apertura               |                               |
| 81                            | 7                             | 3                             | 30 de mayo de 2018            | Sport Huancayo vs. FBC Melgar            | 0-2 (45+1')                   | 0-2                           | Estadio Huancayo                 | Huancayo                      | Campeonato Descentralizado 2018 | Torneo Apertura               |                               |
| 82                            | 8                             | 4                             | 2 de junio de 2018            | FBC Melgar vs. Binacional                | 1-0 (57'Pen.)                 | 2-1                           | Monumental UNSA                  | Arequipa                      | Campeonato Descentralizado 2018 | Torneo Apertura               |                               |
| 83                            | 9                             | 5                             | 6 de junio de 2018            | Sport Rosario vs. FBC Melgar             | 1-1 (79')                     | 2-1                           | Rosas Pampa                      | Huaraz                        | Campeonato Descentralizado 2018 | Torneo Apertura               |                               |
| 84                            | 10                            | 8                             | 25 de julio de 2018           | FBC Melgar vs. Alianza Lima              | 1-0 (21')                     | 2-0                           | Estadio Monumental UNSA          | Arequipa                      | Campeonato Descentralizado 2018 | Torneo Apertura               |                               |
| 85                            | 11                            | 1                             | 1 de septiembre de 2018       | FBC Melgar vs. Universitario de Deportes | 1-1 (79')                     | 2-1                           | Estadio Monumental UNSA          | Arequipa                      | Campeonato Descentralizado 2018 | Torneo Clausura               |                               |
| 86                            | 12                            | 3                             | 15 de septiembre de 2018      | FBC Melgar vs. Sport Huancayo            | 1-1 (48')                     | 3-2                           | Estadio Monumental UNSA          | Arequipa                      | Campeonato Descentralizado 2018 | Torneo Clausura               |                               |
| 87                            | 13                            | 4                             | 22 de septiembre de 2018      | Deportivo Binacional vs. FBC Melgar      | 0-2 (19')                     | 0-4                           | 25 de Noviembre                  | Moquegua                      | Campeonato Descentralizado 2018 | Torneo Clausura               |                               |
| 88                            | 14                            | Semifinales Vuelta            | 6 de diciembre de 2018        | FBC Melgar vs. Alianza Lima              | 1-1 (34')                     | 2-2                           | Monumental UNSA                  | Arequipa                      | Campeonato Descentralizado 2018 | Semifinales                   |                               |
| 89                            | 1                             | Fase 3 Vuelta                 | 26 de febrero de 2019         | Caracas vs.FBC Melgar                    | 2-1 (89')                     | 2-1                           | Olímpico de la UCV               | Caracas                       | Libertadores 2019               | Fase 3                        |                               |
| 90                            | 2                             | 5                             | 17 de marzo de 2019           | FBC Melgar vs. Universitario             | 1-0 (39')                     | 2-1                           | Estadio Monumental UNSA          | Arequipa                      | Liga 1 2019                     | Torneo Apertura               |                               |
| 91                            | 3                             | 5                             | 17 de marzo de 2019           | FBC Melgar vs. Universitario             | 2-0 (78')                     | 2-1                           | Estadio Monumental UNSA          | Arequipa                      | Liga 1 2019                     | Torneo Apertura               |                               |
| 92                            | 4                             | 7                             | 30 de marzo de 2019           | FBC Melgar vs. Univ. San Martín          | 1-1 (49')                     | 3-1                           | Estadio Monumental UNSA          | Arequipa                      | Liga 1 2019                     | Torneo Apertura               |                               |
| 93                            | 5                             | 7                             | 30 de marzo de 2019           | FBC Melgar vs. Univ. San Martín          | 2-1 (72')                     | 3-1                           | Estadio Monumental UNSA          | Arequipa                      | Liga 1 2019                     | Torneo Apertura               |                               |
| 94                            | 6                             | 7                             | 30 de marzo de 2019           | FBC Melgar vs. Univ. San Martín          | 3-1 (80')                     | 3-1                           | Estadio Monumental UNSA          | Arequipa                      | Liga 1 2019                     | Torneo Apertura               |                               |
| 95                            | 7                             | 10                            | 20 de abril de 2019           | FBC Melgar vs. Alianza Universidad       | 2-0 (44')                     | 2-0                           | Estadio Monumental UNSA          | Arequipa                      | Liga 1 2019                     | Torneo Apertura               |                               |
| 96                            | 8                             | 12                            | 4 de mayo de 2019             | FBC Melgar vs. Sport Huancayo            | 2-1 (77')                     | 2-2                           | Estadio Monumental UNSA          | Arequipa                      | Liga 1 2019                     | Torneo Apertura               |                               |
| 97                            | 9                             | 6                             | 8 de mayo de 2019             | Junior vs. FBC Melgar                    | 0-1 (17')                     | 0-1                           | Estadio Metropolitano            | Barranquilla                  | Libertadores 2019               | Grupo F                       |                               |
| 98                            | 10                            | 15                            | 25 de mayo de 2019            | Sporting Cristal vs. FBC Melgar          | 1-1 (12')                     | 2-3                           | Estadio Alberto Gallardo         | Lima                          | Liga 1 2019                     | Torneo Apertura               |                               |
| 99                            | 11                            | 15                            | 25 de mayo de 2019            | Sporting Cristal vs. FBC Melgar          | 1-2 (62')                     | 2-3                           | Estadio Alberto Gallardo         | Lima                          | Liga 1 2019                     | Torneo Apertura               |                               |
| 100                           | 12                            | 15                            | 25 de mayo de 2019            | Sporting Cristal vs. FBC Melgar          | 2-3 (92')                     | 2-3                           | Estadio Alberto Gallardo         | Lima                          | Liga 1 2019                     | Torneo Apertura               |                               |
| 101                           | 13                            | 16                            | 1 de junio de 2019            | FBC Melgar vs. Univ. César Vallejo       | 1-2 (73'Pen.)                 | 1-2                           | Monumental de la UNSA            | Arequipa                      | Liga 1 2019                     | Torneo Apertura               |                               |
| 102                           | 14                            | 17                            | 8 de junio de 2019            | Academia Cantolao vs. FBC Melgar         | 0-1 (1')                      | 1-5                           | Estadio Miguel Grau              | Callao                        | Liga 1 2019                     | Torneo Apertura               |                               |
| 103                           | 15                            | 17                            | 8 de junio de 2019            | Academia Cantolao vs. FBC Melgar         | 0-3 (54')                     | 1-5                           | Estadio Miguel Grau              | Callao                        | Liga 1 2019                     | Torneo Apertura               |                               |
| 104                           | 16                            | 17                            | 8 de junio de 2019            | Academia Cantolao vs. FBC Melgar         | 0-4 (69')                     | 1-5                           | Estadio Miguel Grau              | Callao                        | Liga 1 2019                     | Torneo Apertura               |                               |
| 105                           | 17                            | 3                             | 5 de julio de 2019            | FBC Melgar vs. Sport Victoria            | 1-0 (7')                      | 4-0                           | Estadio Monumental de la UNSA    | Arequipa                      | Copa Bicentenario 2019          | Grupo H                       |                               |
| 106                           | 18                            | 3                             | 5 de julio de 2019            | FBC Melgar vs. Sport Victoria            | 4-0 (90')                     | 4-0                           | Estadio Monumental de la UNSA    | Arequipa                      | Copa Bicentenario 2019          | Grupo H                       |                               |
| 107                           | 19                            | 2                             | 20 de julio de 2019           | FBC Melgar vs. Ayacucho FC               | 3-0 (67')                     | 3-0                           | Estadio Monumental de la UNSA    | Arequipa                      | Liga 1 2019                     | Torneo Clausura               |                               |
| 108                           | 20                            | 3                             | 17 de agosto de 2019          | UTC vs. FBC Melgar                       | 0-2 (93')                     | 0-2                           | Héroes de San Ramón              | Cajamarca                     | Liga 1 2019                     | Torneo Clausura               |                               |
| 109                           | 21                            | 4                             | 23 de agosto de 2019          | FBC Melgar vs. Real Garcilaso            | 1-0 (5')                      | 2-1                           | Monumental de la UNSA            | Arequipa                      | Liga 1 2019                     | Torneo Clausura               |                               |
| 110                           | 22                            | 5                             | 31 de agosto de 2019          | Universitario vs. FBC Melgar             | 2-1 (88'Pen.)                 | 2-1                           | Estadio Monumental               | Lima                          | Liga 1 2019                     | Torneo Clausura               |                               |
| 111                           | 23                            | 7                             | 14 de septiembre de 2019      | Univ. San Martín vs. FBC Melgar          | 0-1 (60')                     | 1-1                           | Alberto Gallardo                 | Lima                          | Liga 1 2019                     | Torneo Clausura               |                               |
| 112                           | 24                            | 9                             | 28 de septiembre de 2019      | FBC Melgar vs. Unión Comercio            | 1-0 (3')                      | 1-1                           | Monumental de la UNSA            | Arequipa                      | Liga 1 2019                     | Torneo Clausura               |                               |
| 113                           | 25                            | 13                            | 27 de octubre de 2019         | FBC Melgar vs. Alianza Lima              | 2-0 (60')                     | 2-3                           | Monumental de la UNSA            | Arequipa                      | Liga 1 2019                     | Torneo Clausura               |                               |
| 114                           | 26                            | 14                            | 1 de noviembre de 2019        | Sport Boys vs. FBC Melgar                | 3-1 (66')                     | 4-2                           | Estadio Miguel Grau              | Callao                        | Liga 1 2019                     | Torneo Clausura               |                               |
| 115                           | 27                            | 15                            | 9 de noviembre de 2019        | FBC Melgar vs. Sporting Cristal          | 1-1 (51')                     | 2-3                           | Monumental de la UNSA            | Arequipa                      | Liga 1 2019                     | Torneo Clausura               |                               |
| 116                           | 28                            | 15                            | 9 de noviembre de 2019        | FBC Melgar vs. Sporting Cristal          | 2-2 (72')                     | 2-3                           | Monumental de la UNSA            | Arequipa                      | Liga 1 2019                     | Torneo Clausura               |                               |
| 117                           | 29                            | 16                            | 17 de noviembre de 2019       | Univ. César Vallejo vs. FBC Melgar       | 0-2 (74')                     | 0-3                           | Estadio Mansiche                 | Trujillo                      | Liga 1 2019                     | Torneo Clausura               |                               |
| 118                           | 30                            | 16                            | 17 de noviembre de 2019       | Univ. César Vallejo vs. FBC Melgar       | 0-3 (92')                     | 0-3                           | Estadio Mansiche                 | Trujillo                      | Liga 1 2019                     | Torneo Clausura               |                               |
| 119                           | 31                            | 17                            | 24 de noviembre de 2019       | FBC Melgar vs. Academia Cantolao         | 3-1 (51')                     | 4-2                           | Monumental de la UNSA            | Arequipa                      | Liga 1 2019                     | Torneo Clausura               |                               |
| 120                           | 1                             | 3                             | 27 de marzo de 2021           | FBC Melgar vs. Academia Cantolao         | 2-0 (65')                     | 3-0                           | Alejandro Villanueva             | Lima                          | Liga 1 2021                     | Fase 1 Liguilla A             |                               |
| 121                           | 2                             | Fase 1 Vuelta                 | 8 de abril de 2021            | FBC Melgar vs. Carlos A. Mannucci        | 3-1 (61')                     | 3-2                           | Estadio Nacional                 | Lima                          | Copa Sudamericana 2021          | Fase 1 Perú 2                 |                               |
| 122                           | 3                             | 1                             | 20 de abril de 2021           | Metropolitanos vs. FBC Melgar            | 2-1 (45+5')                   | 2-3                           | Olímpico de la UCV               | Caracas                       | Copa Sudamericana 2021          | Grupo D                       |                               |
| 123                           | 4                             | 2                             | 28 de abril de 2021           | FBC Melgar vs. Aucas                     | 1-0 (21'Pen.)                 | 2-0                           | Estadio Nacional                 | Lima                          | Copa Sudamericana 2021          | Grupo D                       |                               |
| 124                           | 5                             | 2                             | 28 de abril de 2021           | FBC Melgar vs. Aucas                     | 2-0 (53')                     | 2-0                           | Estadio Nacional                 | Lima                          | Copa Sudamericana 2021          | Grupo D                       |                               |
| 125                           | 6                             | 4                             | 13 de mayo de 2021            | Aucas vs. FBC Melgar                     | 0-1 (7')                      | 2-1                           | Gonzalo Pozo Ripalda             | Quito                         | Copa Sudamericana 2021          | Grupo D                       |                               |
| 126                           | 7                             | 16avos. de Final              | 13 de junio de 2021           | Carlos A. Mannucci vs. FBC Melgar        | 2-1 (97')                     | 2-1                           | Estadio Monumental               | Lima                          | Copa Bicentenario 2021          | 16avos. de Final              |                               |
| 127                           | 8                             | 1                             | 18 de julio de 2021           | Sport Huancayo vs. FBC Melgar            | 0-1 (17')                     | 0-3                           | Iván Elías Moreno                | Lima                          | Liga 1 2021                     | Fase 2                        |                               |
| 128                           | 9                             | 3                             | 1 de agosto de 2021           | Deportivo Binacional vs. FBC Melgar      | 0-2 (11')                     | 1-5                           | Estadio Miguel Grau              | Callao                        | Liga 1 2021                     | Fase 2                        |                               |
| 129                           | 10                            | 3                             | 1 de agosto de 2021           | Deportivo Binacional vs. FBC Melgar      | 0-4 (79'Pen.)                 | 1-5                           | Estadio Miguel Grau              | Callao                        | Liga 1 2021                     | Fase 2                        |                               |
| 130                           | 11                            | 3                             | 1 de agosto de 2021           | Deportivo Binacional vs. FBC Melgar      | 1-5 (94')                     | 1-5                           | Estadio Miguel Grau              | Callao                        | Liga 1 2021                     | Fase 2                        |                               |
| 131                           | 12                            | 5                             | 9 de agosto de 2021           | FBC Melgar vs. Alianza Universidad       | 2-0 (20')                     | 3-0                           | Iván Elías Moreno                | Lima                          | Liga 1 2021                     | Fase 2                        |                               |
| 132                           | 13                            | 15                            | 17 de octubre de 2021         | FBC Melgar vs. Universidad San Martín    | 1-0 (28'Pen.)                 | 6-0                           | Estadio Monumental               | Lima                          | Liga 1 2021                     | Fase 2                        |                               |
| 133                           | 14                            | 15                            | 17 de octubre de 2021         | FBC Melgar vs. Universidad San Martín    | 2-0 (45+2')                   | 6-0                           | Estadio Monumental               | Lima                          | Liga 1 2021                     | Fase 2                        |                               |
| 134                           | 15                            | 16                            | 24 de octubre de 2021         | Deportivo Municipal vs. FBC Melgar       | 1-3 (51')                     | 1-3                           | Estadio Alberto Gallardo         | Lima                          | Liga 1 2021                     | Fase 2                        |                               |
| 135                           | 1                             | 2                             | 13 de febrero de 2022         | Sporting Cristal vs. FBC Melgar          | 0-1 (14')                     | 2-2                           | Estadio Alberto Gallardo         | Lima                          | Liga 1 2022                     | Torneo Apertura               |                               |
| 136                           | 2                             | Fase 1 Ida                    | 8 de marzo de 2022            | Cienciano vs. FBC Melgar                 | 0-1 (24'Pen.)                 | 1-1                           | Inca Garcilaso de la Vega        | Cusco                         | Copa Sudamericana 2022          | Fase 1                        |                               |
| 137                           | 3                             | Fase 1 Vuelta                 | 15 de marzo de 2022           | FBC Melgar vs. Cienciano                 | 1-0 (19')                     | 1-0                           | Monumental de la UNSA            | Arequipa                      | Copa Sudamericana 2022          | Fase 1                        |                               |
| 138                           | 4                             | 7                             | 20 de marzo de 2022           | Academia Cantolao vs. FBC Melgar         | 0-1 (43')                     | 0-1                           | Estadio Miguel Grau              | Callao                        | Liga 1 2022                     | Torneo Apertura               |                               |
| 139                           | 5                             | 8                             | 2 de abril de 2022            | FBC Melgar vs. Carlos Stein              | 1-0 (38')                     | 3-0                           | Monumental de la UNSA            | Arequipa                      | Liga 1 2022                     | Torneo Apertura               |                               |
| 140                           | 6                             | 2                             | 13 de abril de 2022           | FBC Melgar vs. River Plate               | 1-0 (3')                      | 2-0                           | Monumental de la UNSA            | Arequipa                      | Copa Sudamericana 2022          | Grupo B                       |                               |
| 141                           | 7                             | 2                             | 13 de abril de 2022           | FBC Melgar vs. River Plate               | 2-0 (78')                     | 2-0                           | Monumental de la UNSA            | Arequipa                      | Copa Sudamericana 2022          | Grupo B                       |                               |
| 142                           | 8                             | 10                            | 17 de abril de 2022           | FBC Melgar vs. Universidad César Vallejo | 1-0 (84')                     | 1-0                           | Monumental de la UNSA            | Arequipa                      | Liga 1 2022                     | Torneo Apertura               |                               |
| 143                           | 9                             | 11                            | 22 de abril de 2022           | Dep. Municipal vs. FBC Melgar            | 0-1 (4')                      | 1-3                           | Iván Elías Moreno                | Lima                          | Liga 1 2022                     | Torneo Apertura               |                               |
| 144                           | 10                            | 3                             | 27 de abril de 2022           | FBC Melgar vs. Racing Club               | 3-0 (73')                     | 3-1                           | Monumental de la UNSA            | Arequipa                      | Copa Sudamericana 2022          | Grupo B                       |                               |
| 145                           | 11                            | 4                             | 3 de mayo de 2022             | River Plate vs. FBC Melgar               | 0-1 (22')                     | 1-2                           | Estadio Centenario               | Montevideo                    | Copa Sudamericana 2022          | Grupo B                       |                               |
| 146                           | 12                            | 13                            | 8 de mayo de 2022             | Binacional vs. FBC Melgar                | 0-1 (79')                     | 0-1                           | Guillermo Briceño                | Juliaca                       | Liga 1 2022                     | Torneo Apertura               |                               |
| 147                           | 13                            | 18                            | 24 de junio de 2022           | FBC Melgar vs. Atlético Grau             | 1-0 (30')                     | 1-0                           | Monumental de la UNSA            | Arequipa                      | Liga 1 2022                     | Torneo Apertura               |                               |
| 148                           | 14                            | Octavos Vuelta                | 6 de julio de 2022            | FBC Melgar vs. Deportivo Cali            | 1-0 (58'Pen.)                 | 2-1                           | Monumental de la UNSA            | Arequipa                      | Copa Sudamericana 2022          | Octavos de final              |                               |
| 149                           | 15                            | Octavos Vuelta                | 6 de julio de 2022            | FBC Melgar vs. Deportivo Cali            | 2-0 (73')                     | 2-1                           | Monumental de la UNSA            | Arequipa                      | Copa Sudamericana 2022          | Octavos de final              |                               |
| 150                           | 16                            | 3                             | 23 de julio de 2022           | FBC Melgar vs. Sport Huancayo            | 1-0 (28')                     | 1-0                           | Estadio Monumental de la UNSA    | Arequipa                      | Liga 1 2022                     | Torneo Clausura               |                               |
| 151                           | 17                            | 7                             | 15 de agosto de 2022          | FBC Melgar vs. Academia Cantolao         | 1-1 (48')                     | 3-1                           | Estadio Monumental de la UNSA    | Arequipa                      | Liga 1 2022                     | Torneo Clausura               |                               |
| 152                           | 18                            | 7                             | 15 de agosto de 2022          | FBC Melgar vs. Academia Cantolao         | 3-1 (88')                     | 3-1                           | Estadio Monumental de la UNSA    | Arequipa                      | Liga 1 2022                     | Torneo Clausura               |                               |
| 153                           | 19                            | 11                            | 11 de septiembre de 2022      | FBC Melgar vs. Deportivo Municipal       | 3-1 (61')                     | 6-2                           | Estadio Monumental de la UNSA    | Arequipa                      | Liga 1 2022                     | Torneo Clausura               |                               |
| 154                           | 20                            | 15                            | 8 de octubre de 2022          | FBC Melgar vs. Ayacucho FC               | 1-0 (54')                     | 3-0                           | Estadio Monumental de la UNSA    | Arequipa                      | Liga 1 2022                     | Torneo Clausura               |                               |
| 155                           | 21                            | 18                            | 24 de octubre de 2022         | Atlético Grau vs. FBC Melgar             | 0-1 (42')                     | 2-1                           | Estadio Municipal de Bernal      | Sechura                       | Liga 1 2022                     | Torneo Clausura               |                               |
| 156                           | 22                            | Semifinales Vuelta            | 6 de noviembre de 2022        | Sporting Cristal vs. FBC Melgar          | 0-1 (52')                     | 0-2                           | Estadio Nacional                 | Lima                          | Liga 1 2022                     | Semifinales                   |                               |
| 157                           | 1                             | 1                             | 6 de abril de 2023            | FBC Melgar vs. Olimpia                   | 1-1 (20')                     | 1-1                           | Monumental de la UNSA            | Arequipa                      | Libertadores 2023               | Grupo H                       |                               |
| 158                           | 2                             | 13                            | 24 de abril de 2023           | Alianza Atlético vs. FBC Melgar          | 0-2 (45')                     | 3-3                           | Estadio Campeones del 36         | Sullana                       | Liga 1 2023                     | Torneo Apertura               |                               |
| 159                           | 3                             | 14                            | 29 de abril de 2023           | FBC Melgar vs. Academia Cantolao         | 2-0 (21')                     | 5-0                           | Monumental de la UNSA            | Arequipa                      | Liga 1 2023                     | Torneo Apertura               |                               |
| 160                           | 4                             | 14                            | 29 de abril de 2023           | FBC Melgar vs. Academia Cantolao         | 4-0 (41')                     | 5-0                           | Monumental de la UNSA            | Arequipa                      | Liga 1 2023                     | Torneo Apertura               |                               |
| 161                           | 5                             | 15                            | 8 de mayo de 2023             | Unión Comercio vs. FBC Melgar            | 0-1 (69')                     | 1-1                           | Municipal Carlos Vidaurre García | Tarapoto                      | Liga 1 2023                     | Torneo Apertura               |                               |
| 162                           | 6                             | 16                            | 19 de mayo de 2023            | FBC Melgar vs. Alianza Lima              | 2-1 (90+5')                   | 2-1                           | Monumental de la UNSA            | Arequipa                      | Liga 1 2023                     | Torneo Apertura               |                               |
| 163                           | 7                             | 5                             | 6 de junio de 2023            | FBC Melgar vs. Patronato                 | 1-0 (8'Pen.)                  | 5-0                           | Monumental de la UNSA            | Arequipa                      | Libertadores 2023               | Grupo H                       |                               |
| 164                           | 8                             | 5                             | 6 de junio de 2023            | FBC Melgar vs. Patronato                 | 4-0 (41')                     | 5-0                           | Monumental de la UNSA            | Arequipa                      | Libertadores 2023               | Grupo H                       |                               |
| 165                           | 9                             | 19                            | 10 de junio de 2023           | FBC Melgar vs. Binacional                | 1-1 (41'Pen.)                 | 2-1                           | Monumental de la UNSA            | Arequipa                      | Liga 1 2023                     | Torneo Apertura               |                               |
| 166                           | 10                            | 1                             | 22 de junio de 2023           | FBC Melgar vs. ADT                       | 1-0 (23')                     | 4-0                           | Monumental de la UNSA            | Arequipa                      | Liga 1 2023                     | Torneo Clausura               |                               |
| 167                           | 11                            | 1                             | 22 de junio de 2023           | FBC Melgar vs. ADT                       | 4-0 (93')                     | 4-0                           | Monumental de la UNSA            | Arequipa                      | Liga 1 2023                     | Torneo Clausura               |                               |
| 168                           | 12                            | 2                             | 1 de julio de 2023            | Dep. Garcilaso vs. FBC Melgar            | 0-1 (3')                      | 2-2                           | Inca Garcilaso de la Vega        | Cusco                         | Liga 1 2023                     | Torneo Clausura               |                               |
| 169                           | 13                            | 2                             | 1 de julio de 2023            | Dep. Garcilaso vs. FBC Melgar            | 0-2 (9')                      | 2-2                           | Inca Garcilaso de la Vega        | Cusco                         | Liga 1 2023                     | Torneo Clausura               |                               |
| 170                           | 14                            | 5                             | 23 de julio de 2023           | FBC Melgar vs. Sporting Cristal          | 1-0 (11')                     | 1-1                           | Monumental de la UNSA            | Arequipa                      | Liga 1 2023                     | Torneo Clausura               |                               |
| 171                           | 15                            | 6                             | 31 de julio de 2023           | Sport Boys vs. FBC Melgar                | 0-1 (38')                     | 0-2                           | Iván Elías Moreno                | Villa El Salvador             | Liga 1 2023                     | Torneo Clausura               |                               |
| 172                           | 16                            | 13                            | 15 de septiembre de 2023      | FBC Melgar vs. Alianza Atlético          | 1-0 (6')                      | 4-0                           | Estadio Monumental de la UNSA    | Arequipa                      | Liga 1 2023                     | Torneo Clausura               |                               |
| 173                           | 17                            | 13                            | 15 de septiembre de 2023      | FBC Melgar vs. Alianza Atlético          | 4-0 (53')                     | 4-0                           | Estadio Monumental de la UNSA    | Arequipa                      | Liga 1 2023                     | Torneo Clausura               |                               |
| 174                           | 18                            | 15                            | 24 de septiembre de 2023      | FBC Melgar vs. Unión Comercio            | 2-0 (38'Pen.)                 | 3-1                           | Estadio Monumental de la UNSA    | Arequipa                      | Liga 1 2023                     | Torneo Clausura               |                               |
| 175                           | 19                            | 17                            | 3 de octubre de 2023          | FBC Melgar vs. Carlos A. Mannucci        | 1-0 (20')                     | 2-1                           | Estadio Monumental de la UNSA    | Arequipa                      | Liga 1 2023                     | Torneo Clausura               |                               |
| 176                           | 20                            | 19                            | 29 de octubre de 2023         | Binacional vs. FBC Melgar                | 1-2 (51')                     | 1-2                           | Guillermo Briceño Rosamedina     | Juliaca                       | Liga 1 2023                     | Torneo Clausura               |                               |
| 177                           | 1                             | 1                             | 26 de enero de 2024           | FBC Melgar vs. Cusco FC                  | 1-1 (19')                     | 2-3                           | Monumental de la UNSA            | Arequipa                      | Liga 1 2024                     | Torneo Apertura               |                               |
| 178                           | 2                             | 2                             | 2 de febrero de 2024          | Universidad César Vallejo vs. FBC Melgar | 0-1 (17')                     | 3-2                           | Estadio Mansiche                 | Trujillo                      | Liga 1 2024                     | Torneo Apertura               |                               |
| 179                           | 3                             | 2                             | 2 de febrero de 2024          | Universidad César Vallejo vs. FBC Melgar | 3-2 (81')                     | 3-2                           | Estadio Mansiche                 | Trujillo                      | Liga 1 2024                     | Torneo Apertura               |                               |
| 180                           | 4                             | 3                             | 10 de febrero de 2024         | FBC Melgar vs. Alianza Atlético          | 1-0 (90+5'Pen.)               | 1-0                           | Estadio Monumental de la UNSA    | Arequipa                      | Liga 1 2024                     | Torneo Apertura               |                               |
| 181                           | 5                             | 5                             | 24 de febrero de 2024         | FBC Melgar vs. Unión Comercio            | 1-0 (36' Pen.)                | 2-1                           | Estadio Monumental de la UNSA    | Arequipa                      | Liga 1 2024                     | Torneo Apertura               |                               |
| 182                           | 6                             | 7                             | 9 de marzo de 2024            | FBC Melgar vs. ADT                       | 1-0 (37')                     | 3-1                           | Estadio Monumental de la UNSA    | Arequipa                      | Liga 1 2024                     | Torneo Apertura               |                               |
| 183                           | 7                             | 10                            | 6 de abril de 2024            | Los Chankas vs. FBC Melgar               | 1-2 (88')                     | 2-2                           | Estadio Los Chankas              | Andahuaylas                   | Liga 1 2024                     | Torneo Apertura               |                               |
| 184                           | 8                             | 14                            | 5 de mayo de 2024             | FBC Melgar vs. Sport Boys                | 2-1 (79')                     | 2-1                           | Monumental de la UNSA            | Arequipa                      | Liga 1 2024                     | Torneo Apertura               |                               |
| 185                           | 9                             | 15                            | 12 de mayo de 2024            | UTC vs. FBC Melgar                       | 0-2 (31')                     | 2-6                           | Germán Contreras Jara            | Cajabamba                     | Liga 1 2024                     | Torneo Apertura               |                               |
| 186                           | 10                            | 15                            | 12 de mayo de 2024            | UTC vs. FBC Melgar                       | 1-3 (57')                     | 2-6                           | Germán Contreras Jara            | Cajabamba                     | Liga 1 2024                     | Torneo Apertura               |                               |
| 187                           | 11                            | 2                             | 21 de julio de 2024           | FBC Melgar vs. Universidad César Vallejo | 1-0 (3')                      | 5-2                           | Monumental de la UNSA            | Arequipa                      | Liga 1 2024                     | Torneo Clausura               |                               |
| 188                           | 12                            | 2                             | 21 de julio de 2024           | FBC Melgar vs. Universidad César Vallejo | 3-1 (68')                     | 5-2                           | Monumental de la UNSA            | Arequipa                      | Liga 1 2024                     | Torneo Clausura               |                               |
| 189                           | 13                            | 5                             | 4 de agosto de 2024           | Unión Comercio vs. FBC Melgar            | 0-1 (1')                      | 2-1                           | Municipal Carlos Vidaurre García | Tarapoto                      | Liga 1 2024                     | Torneo Clausura               |                               |
| 190                           | 14                            | 8                             | 21 de agosto de 2024          | FBC Melgar vs. Sporting Cristal          | 2-0 (87')                     | 2-0                           | Monumental de la UNSA            | Arequipa                      | Liga 1 2024                     | Torneo Clausura               |                               |
| 191                           | 15                            | 9                             | 7 de septiembre de 2024       | FBC Melgar vs. Comerciantes Unidos       | 1-0 (31')                     | 3-0                           | Monumental de la UNSA            | Arequipa                      | Liga 1 2024                     | Torneo Clausura               |                               |

## Palmarés

### Torneos oficiales
| Título           | Club            | País     | Año  |
| ---------------- | --------------- | -------- | ---- |
| Torneo Clausura  | F. B. C. Melgar | Perú     | 2015 |
| Primera División | F. B. C. Melgar | Perú     | 2015 |
| Copa Colombia    | Junior          | Colombia | 2017 |
| Torneo Clausura  | F. B. C. Melgar | Perú     | 2018 |
| Torneo Apertura  | F. B. C. Melgar | Perú     | 2022 |

### Distinciones individuales
| Distinción                                                                              | Año  |
| --------------------------------------------------------------------------------------- | ---- |
| Mejor delantero del fútbol peruano                                                      | 2016 |
| Nominado como delantero en el mejor once de la Primera División del Perú según la SAFAP | 2018 |
| Máximo goleador del Torneo Apertura de la Liga 1                                        | 2019 |
| Equipo ideal del Torneo Apertura de la Liga 1                                           | 2019 |
| Máximo goleador del Torneo Clausura de la Liga 1                                        | 2019 |
| Máximo goleador de la Liga 1                                                            | 2019 |
| Mejor once de la Liga 1 según la SAFAP                                                  | 2019 |
| Preseleccionado como mejor jugador de la Liga 1 según la SAFAP                          | 2019 |
| Equipo ideal de la Liga 1 según Dechalaca.com                                           | 2019 |
| Once ideal de la Liga 1                                                                 | 2019 |
| Máximo goleador de la Copa Sudamericana (8 goles)                                       | 2022 |
| Once ideal de la Copa Sudamericana                                                      | 2022 |
| Jugador del Mes de Julio de la Liga 1                                                   | 2023 |
| Máximo goleador del Torneo Clausura de la Liga 1                                        | 2023 |
| Once ideal de la Liga 1                                                                 | 2024 |

## Récords

### Máximo goleador histórico del FBC Melgar
Bernardo Cuesta es el jugador con más goles en toda la historia del club en competiciones oficiales, siendo el máximo goleador histórico con: 191 goles en 387 partidos.

| Club              | Temporada       | Primera División del Perú | Primera División del Perú | Copas Nacionales * | Copas Nacionales * | Copas Internacionales ** | Copas Internacionales ** | Total | Total |
| Club              | Temporada       | PJ                        | G                         | PJ                 | G                  | PJ                       | G                        | PJ    | G     |
| ----------------- | --------------- | ------------------------- | ------------------------- | ------------------ | ------------------ | ------------------------ | ------------------------ | ----- | ----- |
| FBC Melgar · Perú | 2012            | 11                        | 7                         | —                  | —                  | —                        | —                        | 11    | 7     |
| FBC Melgar · Perú | 2013            | 41                        | 13                        | —                  | —                  | 2                        | 0                        | 43    | 13    |
| FBC Melgar · Perú | 2014            | 28                        | 17                        | 14                 | 1                  | —                        | —                        | 42    | 18    |
| FBC Melgar · Perú | 2015            | 22                        | 12                        | —                  | —                  | 1                        | 2                        | 23    | 14    |
| FBC Melgar · Perú | 2016            | 44                        | 21                        | —                  | —                  | 6                        | 1                        | 50    | 22    |
| FBC Melgar · Perú | 2018            | 32                        | 13                        | —                  | —                  | 2                        | 1                        | 34    | 14    |
| FBC Melgar · Perú | 2019            | 28                        | 27                        | 4                  | 2                  | 12                       | 2                        | 44    | 31    |
| FBC Melgar · Perú | 2021            | 19                        | 9                         | 1                  | 1                  | 7                        | 5                        | 27    | 15    |
| FBC Melgar · Perú | 2022            | 35                        | 14                        | —                  | —                  | 13                       | 8                        | 48    | 22    |
| FBC Melgar · Perú | 2023            | 30                        | 17                        | —                  | —                  | 6                        | 3                        | 36    | 20    |
| FBC Melgar · Perú | 2024            | 27                        | 15                        | —                  | —                  | 2                        | 0                        | 29    | 15    |
| FBC Melgar · Perú | 2025            | 0                         | 0                         | —                  | —                  | 0                        | 0                        | 0     | 0     |
| Total en Melgar   | Total en Melgar | 317                       | 165                       | 19                 | 4                  | 51                       | 22                       | 387   | 191   |

- Melgar es el único club peruano por el que ha jugado Bernardo Cuesta.
- (*) Torneo del Inca 2014, Copa Bicentenario 2019, Copa Bicentenario 2021.
- (**) Copa Sudamericana 2013, Copa Sudamericana 2015, Copa Libertadores 2016, Copa Libertadores 2018, Copa Libertadores 2019, Copa Sudamericana 2019, Copa Sudamericana 2021, Copa Sudamericana 2022, Copa Libertadores 2023, Copa Libertadores 2024

### Máximo goleador histórico de la Liga 1
Lista de Goleadores Históricos de la Liga 1 Peruana desde su creación (desde 2019) hasta 2024.
 Datos actualizados hasta el 31 de diciembre de 2023.
| Posición | Futbolista         | Goles | Partidos | Equipos                                                             |
| -------- | ------------------ | ----- | -------- | ------------------------------------------------------------------- |
| 1.º      | Bernardo Cuesta    | 82    | 139      | Melgar                                                              |
| 2.º      | Yorley Mena        | 68    | 133      | UCV, Alianza Universidad                                            |
| 3.º      | Alex Valera        | 60    | 118      | Deportivo Llacuabamba, Universitario                                |
| 4.º      | Hernán Barcos      | 59    | 125      | Alianza Lima                                                        |
| 5.º      | Alejandro Hohberg  | 53    | 160      | Universitario, Cristal,Sport Boys                                   |
| 6.º      | Janio Pósito       | 49    | 159      | Melgar, UTC, Cusco, Ayacucho, Binacional, ADT                       |
| 7.º      | Danilo Carando     | 48    | 146      | Cusco, Cienciano, Deportivo Garcilaso                               |
| 8.º      | Jarlin Quintero    | 38    | 108      | Binacional, Atlético Grau, Cuzco, UTC                               |
| 9.º      | Luis Iberico       | 38    | 116      | UTC, Melgar, Sporting Cristal                                       |
| 10.º     | Osnar Noronha      | 37    | 172      | UTC, Carlos A. Mannucci, UCV, Cienciano                             |
| 11.º     | Martín Cauteruccio | 35    | 28       | Sporting Cristal                                                    |
| 12.º     | Carlos Garcés      | 35    | 65       | Cienciano                                                           |
| 13.º     | Donald Millán      | 35    | 126      | Binacional, Universitario, UCV, UTC, Sport Huancayo, Unión Comercio |